# (86177) 1999 RY215
1999 أر واي 215 (ويعرف أيضًا باسم (86177) 1999 أر واي 215 وفق تسمية الكوكب الصغير) (بالإنجليزية: 1999 RY215)‏ هو كويكب ضمن حزام الكويكبات؛ وترتيبه 86177 من حيث الاكتشاف.
اكتُشف هذا الجُرم الفلكي بواسطة مرصد مونا كيا في 8 سبتمبر 1999.

## وصلات خارجية
- (86177) 1999 RY215 في قاعدة بيانات مختبر الدفع النفاث لأجرام النظام الشمسي الصغيرة

- الاكتشاف · مخطط المدار ·  العناصر المدارية · المعلمات المادية

- (86177) 1999 RY215 على موقع ويكي سكاي: DSS2, SDSS, GALEX, IRAS, Hydrogen α, X-Ray, Astrophoto, Sky Map, Articles and images